# Енрико Катуци
Енрико Катуци (на италиански: Enrico Catuzzi) е италиански футболист и треньор. Роден е на 23 септември 1946 в Парма, Италия. Починал от инфаркт на 29 ноември 2006 в Парма, Италия.

## Кариера
Започва като футболист във ФК Парма и играе с променлив успех в няколко италиански отбора. Прекратява кариерата си като футболист заради травма. През 1975 поема младежката формация на „ФК Парма“. Катуци е твърд привърженик на зоновата игра и на системата 4-3-3. През сезон 1980 – 81 поема ФК Бари. В престоя си във ФК Бари успява да наложи много млади футболисти. Напускайки ФК Бари става треньор на младежкия отбор на Лацио. През 1994 – 1995 поема УС Фоджа. Отбора играе много добре в Серия А през първия полусезон, но след това проблеми с един от основните футболисти на отбора Игор Коливанов и с президента Касило водят до това че УС Фоджа отпада в Серия Б. Впоследствие Катуци води няколко по-малки отбора докато през 2000 г. не му е предложено да стане треньор на ЦСКА София. Идвайки в ЦСКА Катуци залага на нападателен футбол, който бива приветстван от феновете. В края на полусезона ЦСКА изостава с 2 точки от лидера Левски, но не е допуснал загуба и води в надпреварата за най-много вкарани голове – 35. Въпреки това Катуци е освободен от отбора. По-късно същия сезон се връща начело на армейците поради лошите игри показани от ЦСКА в първите два мача от пролетния дял. След края на сезона ЦСКА е втори и Катуци напуска за втори път. Освен на ЦСКА е бил наставник и на ФК Бари, УС Фоджа, Пистоезе, Пиаченца Калчо и Пескара Калчо.